# ملكة جمال أمريكا 2015
مسابقة ملكة جمال أمريكا 2015 ، هي مسابقة ملكة جمال أمريكا الثامنة والثمانين في تاريخ مسابة ملكة جمال أمريكا، عقدت في قاعة بوردواك في أتلانتيك سيتي، نيو جيرسي يوم الأحد، 14 سبتمبر 2014. في نهاية الحدث توجت ملكة جمال نيويورك، كيرا كازانتسيف من قبل نينا دافولوري ملكة جمال أمريكا 2014 ، مما يجعلها السنة الثالثة على التوالي التي تفوز بها ملكة جمال نيويورك على ملكة جمال أمريكا ؛ أصبحت نيويورك بذلك أول ولاية تحصل على فائز ملكة جمال أمريكا ثلاث سنوات متتالية. تم بثه على أيه بي سي ويونيماس وبثه إلى الأجهزة المحمولة عبر تطبيق WatchABC بالإضافة إلى وحدات تحكم إكس بوكس ون عبر وظائف البث التلفزيوني المباشر. تم بيع تذاكر مسابقة ملكة جمال أمريكا لعام 2015 في ربيع عام 2014.

## النتائج

### المراكز النهائية
| النتائج النهائية      | اسم المتنافسة |
| --------------------- | --- |
| ملكة جمال أمريكا 2014 | - نيويورك - كيرا كازانتسيف                                                                                                   |
| الوصيفة الأولى        | - فرجينيا - كورتني غاريت |
| الوصيفة الثانية       | - أركنساس - أشتون كامبل |
| الوصيفة الثالثة       | - فلوريدا - فيكتوريا كوين |
| الوصيفة الرابعة       | - ماساتشوستس - لورين كون |
| أفضل 10               | - ألاباما - كيتلين برونيل - ميسيسيبي - ياسمين موراي - أوهايو - ماكنزي بارت - أوكلاهوما - ألكسندرا إبلر - تينيسي - هايلي لويس |
| أفضل 12               | - أيوا - أليسا أولسون - كنتاكي - رامزي كاربنتر                                                                               |
| أفضل 16               | - كونيتيكت - أكاسيا كورتني - أيداهو - سييرا سانديسون* - داكوتا الشمالية - جاكي ارنس** - تكساس - مونيك إيفانز                 |

* - اختيار أمريكا
** - اختيار القاضي